# Guillaume Arrufat

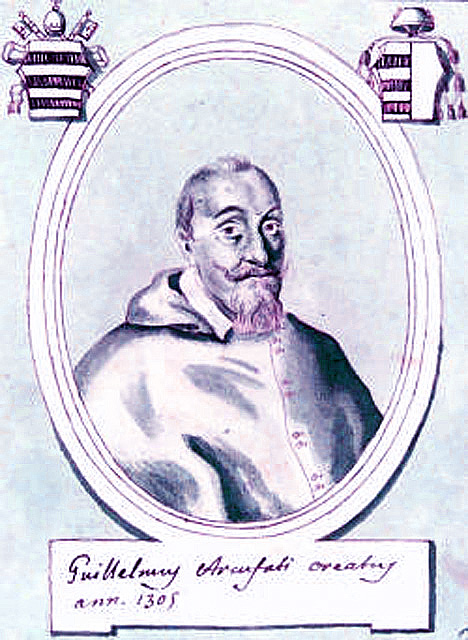
Guillemus Cardinalis Arufati (historisierendes Porträt, 1840)

Guillaume Arrufat (* ? in Cassanet, Gascogne; † 24. Februar 1311 in Avignon), auch bekannt als Guillaume Arrufat des Forges, Guillaume d’Arrufat, Guillaume Ruffat des Forges, Guillemus Rufati, Guglielmo Rufati, war ein Kardinal der römisch-katholischen Kirche.
Als ein Neffe von Papst Clemens V. wurde Guillaume Arrufat 1301 zum Dekan von Saint-Seurin in Bordeaux berufen und 1305 zum Kardinal erhoben. Als Kardinaldiakon erhielt er die Titeldiakonie Santi Cosma e Damiano in Rom, er wechselte jedoch noch vor dem 1. März 1306 als Kardinalpriester zur Titelkirche Santa Pudenziana. Er war einer der Richter, die den Armutsstreit bei den Minoritenbrüdern verhandelten. Von 1308 bis 1311 war er Dekan von Salisbury.
Bestattet wurde er in der Franziskanerkirche in Avignon.